# Neotarsonemoides
Genre
Neotarsonemoides est un genre d'acariens de la famille des Tarsonemidae.

## Liste des espèces
Selon IRMNG (13 février 2023), le genre compte les espèces suivantes :
- Neotarsonemoides adae (Kaliszewski, 1984) - espèce type
- Neotarsonemoides conjunctus (Schaarschmidt, 1959)
- Neotarsonemoides denigratus (Livshitz, Mitrofanov & Sharonov, 1982)
- Neotarsonemoides evae Magowski, 2002
- Neotarsonemoides furvus (Kaliszewski, 1993)
- Neotarsonemoides fussus (Kaliszewski, 1993)
- Neotarsonemoides lucifer (Schaarschmidt, 1959)
- Neotarsonemoides multiplex (Kaliszewski, 1983)
- Neotarsonemoides occultus (Kaliszewski, 1983)
- Neotarsonemoides polonicus (Willmann, 1949)
- Neotarsonemoides pumilis (Kaliszewski, 1984)
- Neotarsonemoides sensus (Lin & Zhang, 1994)
- Neotarsonemoides triquetrus Lin & Zhang, 1996

## Systématique
Le genre Neotarsonemoides a été créé en 1984 par l'acarologue polonais Marek Kaliszewski (d) (?-1992).

## Publication originale
- (en) M. Kaliszewski, « Neotarsonemoides adae n. sp., n. gen. (Acari: Tarsonemidae) from Poland », Entomologische Mitteilungen aus dem Zoologischen Museum, Hamburg, vol. 8,‎ 1984, p. 1-6 (ISSN 0044-5223).